# Justin Donawa
Justin Donawa (Hamilton, 27 giugno 1996) è un calciatore bermudiano, attaccante del Brackley Town e della nazionale bermudiana.

## Caratteristiche tecniche
Ala destra, può giocare anche a sinistra.

## Carriera

### Club
Ha cominciato a giocare al Dartmouth BG. Il 14 gennaio 2019 è passato al Columbus Crew, da cui si è svincolato dopo meno di un mese. Il 3 agosto 2019 è stato ingaggiato dal Darlington.

### Nazionale
Ha debuttato in nazionale il 6 marzo 2015, nell'amichevole Bermuda-Grenada (2-2). Ha messo a segno le sue prime due reti con la maglia della nazionale il 25 marzo 2015, in Bahamas-Bermuda (0-5), siglando la rete del momentaneo 0-4 al minuto 57 e la rete del definitivo 0-5 al minuto 70. Ha partecipato, con la nazionale, alla CONCACAF Gold Cup 2019.

## Palmarès

### Club

#### Competizioni nazionali
- National League North: 1

Brackley Town: 2024-2025